# Kate Fakih
Kate Fakih (* 30. Oktober 2006) ist eine US-amerikanische Tennisspielerin.

## Karriere
Fakih spielt bislang überwiegend auf Turnieren der ITF Women’s World Tennis Tour, bei denen sie bislang aber noch keinen Titel gewonnen hat.
2023 qualifizierte sie sich bei den ITennis Arcadia Women’s Pro Open  für das Hauptfeld im Dameneinzel, wo sie dann aber in der ersten Runde gegen Arantxa Rus mit 4:6 und 2:6 verlor. Im weiteren Verlauf des Jahres spielte sie weitere Turniere der USTA SoCal Pro Series.
Als Siegerin der USTA Billie Jean King Girls' 16s and 18s National Championships erhielt sie in Folge zusammen mit ihrer Partnerin Olivia Center eine Wildcard für das Hauptfeld im Damendoppel der US Open.